# عبد الله الشهيل
عبد الله الشهيل، من مواليد 22 يناير 1985، لاعب كرة قدم سعودي. انتقل من نادي الشباب ليلعب مع نادي الاتحاد السعودي. سجل هدفاً على الاتحاد في نهائي كأس خادم الحرمين الشريفين الشباب3-1الإتحاد في الدقيقة 77. وقد سجل هدفاً في مرمى النصر الشباب3-2النصر. شارك مع منتخب السعودية لكرة القدم في كأس آسيا 2011.

## كأس الخليج 2009
سجل هدف في مرمى منتخب اليمن لكرة القدم.

## خلاف مع نادي الاتحاد
بحسب بعض التصريحات من وكيل أعمال الشهيل «قهر الطيب» وبعض الفضاءيات العربية انهى نادي الاتحاد السعودي علاقته باللاعب عبد الله شهيل. حيث أشارت قناة العربية إلى ان إدارة النادي فسخت تعاقدها المبرم مع اللاعب وأرسلت خطابا رسميا لممثلي اللاعب يفيد بذلك الامر . ذلك بعد غياب المدافع عن لقاء فريقه ضد نادي هجر السعودي .
و استغل الاتحاد بند في عقده المبرم مع شهيل مفاده بفسخ العقد في حال غياب اللاعب عن الفريق. علماً ان الشهيل لم يحصل على مبلغ مليون و 400 الف ريال قيمة الدفعة الأولى من عقده الذي وقع عليه في ميركاتو يناير الماضي.

## روابط خارجية
- عبد الله الشهيل على موقع الاتحاد الدولي (مؤرشف)  (الإنجليزية)
- عبد الله الشهيل على موقع قاعدة بيانات كرة القدم.إي يو (الإنجليزية)
- عبد الله الشهيل على موقع ناشيونال فوتبول تيمز (الإنجليزية)